# Jean-Laurent Csinidis
Jean-Laurent Csinidis est un producteur de cinéma français né le 3 août 1981.

## Biographie
Il est gérant de la société de production Films de Force Majeure, créée en 2010 à Marseille.

## Filmographie (sélection)
- 2022 : A Holy Family de A-Liang «Elvis» Lu
- 2021 : Little Palestine, Journal d'un siège de Abdallah Al-Khatib
- 2020 : The Last Hillbilly de Diane Sara Bouzgarrou et Thomas Jenkoe
- 2018 : Les étendues imaginaires de Yeo Siew Hua
- 2018 : Still recording de Saeed Albatal et Ghiath Ayoub
- 2018 : Game Girls d'Alina Skrzeszewska
- 2014 : Naoshima (dream on the tongue) de Claire Laborey